# Suzanne Kosmas

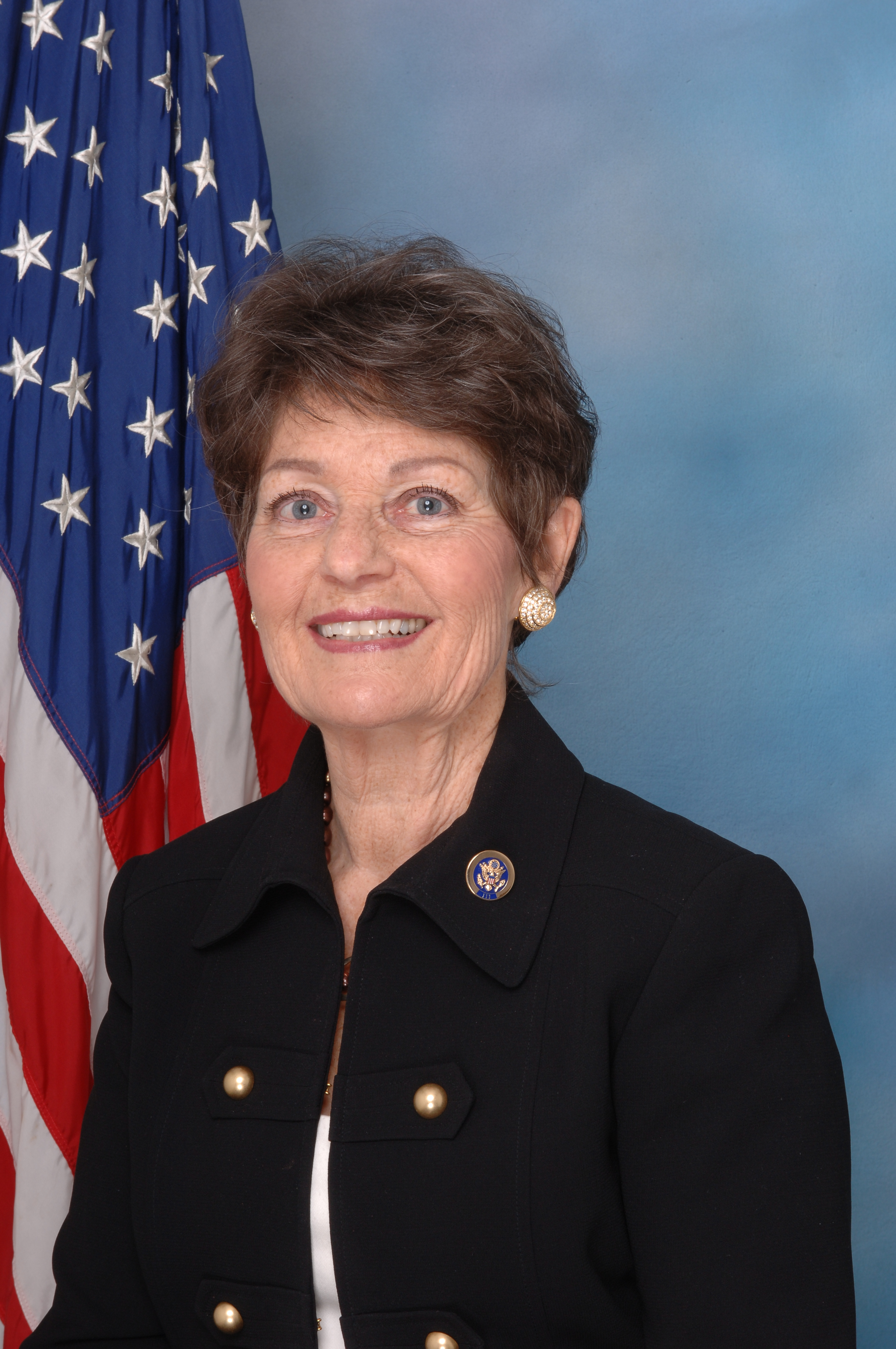
Suzanne Kosmas

Suzanne M. Kosmas (* 25. Februar 1944 in Washington, D.C.) ist eine US-amerikanische Politikerin der Demokratischen Partei und war von 2009 bis 2011 Mitglied des US-Repräsentantenhauses für Florida.

## Biografie
Suzanne Kosmas besuchte von 1961 bis 1963 die Pennsylvania State University, von 1971 bis 1973 die George Mason University in Fairfax, Virginia, und 1998 die Stetson University in DeLand. Seit 1973 arbeitet sie als Grundstücksmaklerin in New Smyrna Beach; 1979 gründete sie ihre eigene Firma, Prestige Properties of New Smyrna Beach. Sie war Mitglied von 1996 bis 2004 des Repräsentantenhauses von Florida und konnte dann aufgrund einer Beschränkung der Amtszeiten nicht wiedergewählt werden. 2008 wurde sie in das Repräsentantenhaus der Vereinigten Staaten gewählt, nachdem sie in ihrem Wahlbezirk den dreimaligen Wahlsieger und ehemaligen Sprecher des Repräsentantenhauses von Florida, Tom Feeney, schlagen konnte. Am 3. Januar 2009 wurde sie dann vereidigt.
Im Repräsentantenhaus gehörte sie dem Finanzausschuss und dem Wissenschaftsausschuss an.